# Leonel Contreras
Leonel Rodrigo Contreras Zúñiga (* 30. August 1961) ist ein ehemaliger chilenischer Fußballspieler. Der Abwehrspieler spielte 21-mal für die Nationalmannschaft Chiles.

## Karriere

### Vereinskarriere
Leonel Contreras spielte den Großteil seiner von 1982 bis 1995 dauernden Karriere beim Everton, mit dem er die Copa Chile 1984 gewinnen konnte. Von 1989 bis 1990 spielte der Defensivspieler für Deportes La Serena und von 1991 bis 1993 für Universidad Católica. Mit UC gewann Contreras noch einmal die Copa Chile und erreichte bei der Copa Libertadores 1993 das Finale. Dort zog der chilenische Klub, für den Contreras beide Finalspiele absolvierte, gegen den brasilianischen Verein FC São Paulo den Kürzeren. Nach der 1:5-Niederlage im Hinspiel konnten die Cruzados zwar das Rückspiel mit 2:0 für sich entscheiden, jedoch den Rückstand nicht mehr wettmachen.

### Nationalmannschaftskarriere
Mit der U-23-Auswahl nahm Contreras an den Olympischen Spielen 1984 teil. Nach dem zweiten Platz in der Gruppenphase hinter dem späteren Olympiasieger Frankreich schied Chile im Viertelfinale gegen Italien nach Verlängerung aus.
Das Debüt in der chilenischen Nationalmannschaft gab Contreras im Oktober 1985 beim Freundschaftsspiel gegen Uruguay. Der Abwehrspieler kam in weiteren Freundschaftsspielen und -turnieren zum Einsatz. Sein einziges großes Turnier war die Copa América 1989. Dort spielte er bei der 0:1-Niederlage gegen Argentinien und stand in der Startelf gegen Uruguay. Nach 26 Spielminuten erhielt Contreras die  Rote Karte und wirkte nicht mehr beim Turnier mit. La Roja schied in der Gruppenphase aufgrund des schlechteren Torverhältnisses gegenüber Uruguay aus. Das letzte Länderspiel absolvierte Contreras im August 1989 bei der Qualifikation zur Weltmeisterschaft 1990, als er beim 5:0-Sieg über Venezuela zur Halbzeit für Fernando Astengo eingewechselt wurde. Für die Weltmeisterschaft in Italien qualifizierte sich Chile nicht.

## Erfolge
Everton
- Chilenischer Pokalsieger: 1984

Universidad Católica
- Chilenischer Pokalsieger: 1991
- Finalist der Copa Libertadores: 1992